# Опёнок летний
Опёнок ле́тний (лат. Kuehnerómyces mutábilis) — съедобный гриб семейства Строфариевые (Strophariaceae).
Научные синонимы:
- Agaricus mutabilis Schaeff., 1774basionym
- Pholiota mutabilis (Schaeff.) P. Kumm., 1871
- Dryophila mutabilis (Schaeff.) Quél., 1886
- Galerina mutabilis (Schaeff.) P.D. Orton, 1960

Русские синонимы:
- Кюнероми́цес изме́нчивый
- Опёнок ли́повый
- Говору́шка

## Описание

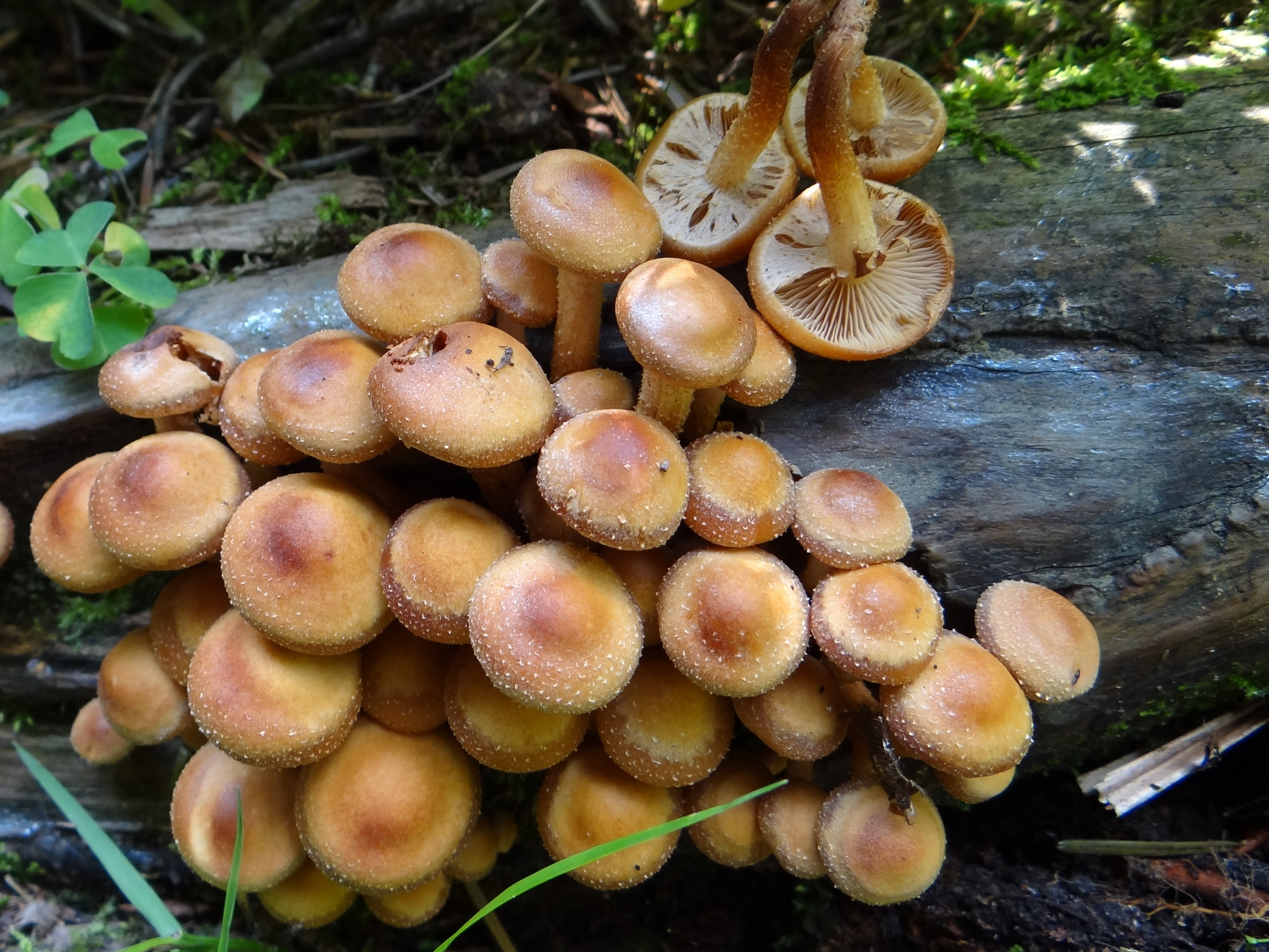

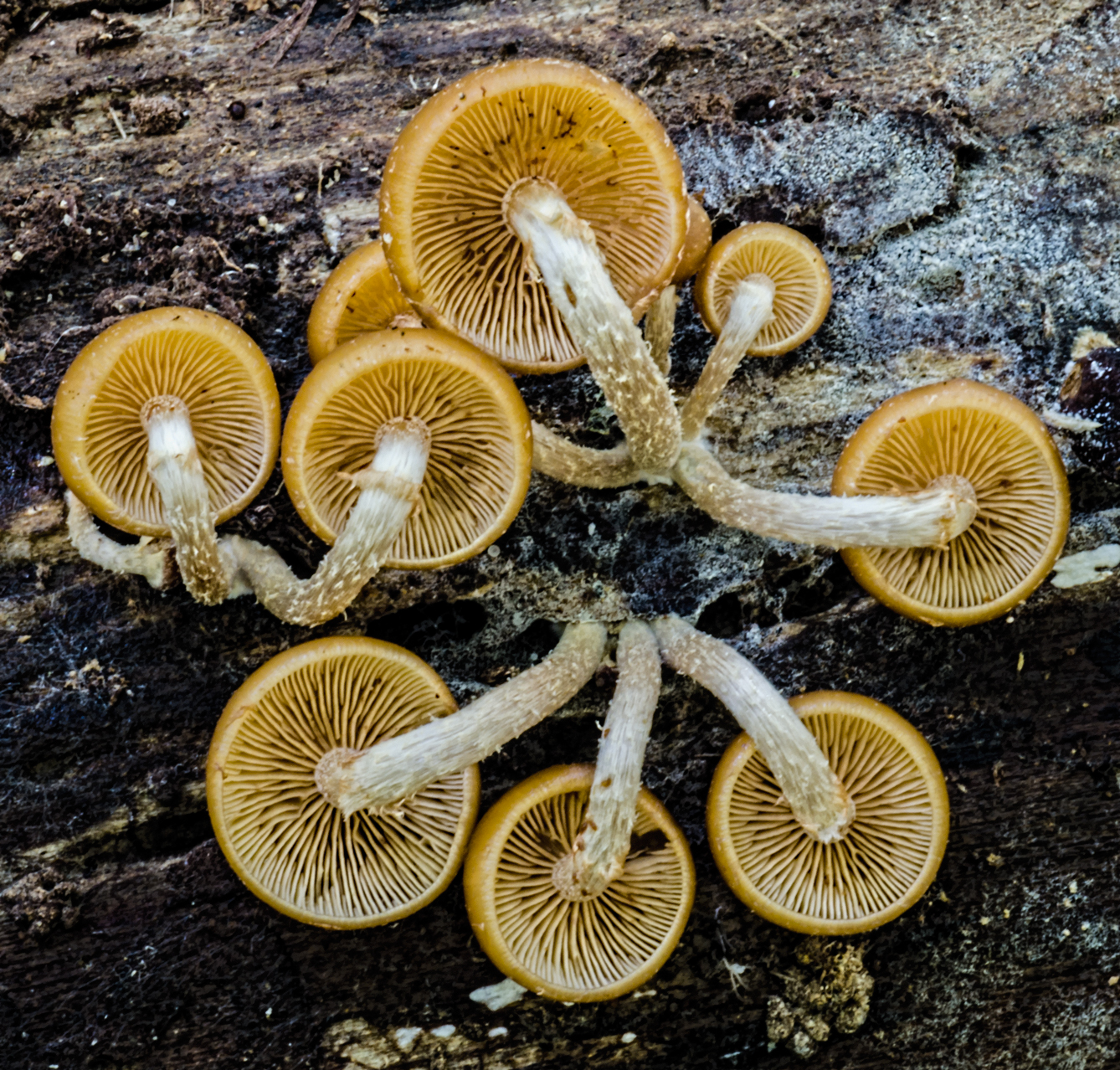

Шляпка диаметром 3—6 (10) см, сначала выпуклая, по мере старения гриба становится плоской, с хорошо выраженным широким бугорком. В дождливую погоду просвечивающая, коричневатая, в сухую — матовая, медово-жёлтая; часто более светлая посредине и более тёмная по краям. Края шляпки с заметными бороздками, в сырую погоду вокруг бугорка имеются концентрические зоны и более тёмные поля. Кожица гладкая, слизистая.
Мякоть тонкая, водянистая, бледного жёлто-коричневого цвета, в ножке более тёмная, с мягким вкусом и приятным запахом свежей древесины.
Пластинки шириной 0,4—0,6 см, приросшие или слабо нисходящие, относительно частые, сначала светло-коричневые, потом буро-коричневые.
Ножка высотой до 7 см, диаметром 0,4—1 см, плотная; в верхней части более светлая, чем шляпка, гладкая, ниже кольца появляются маленькие тёмные чешуйки.
Остатки покрывал: кольцо плёнчатое, узкое, в начале хорошо заметно, с возрастом может исчезать, часто окрашивается выпавшими спорами в охристо-коричневый цвет; вольва и остатки покрывала на шляпке отсутствуют.
Споровый порошок охряно-коричневый, споры 7,5×5 мкм, эллипсоидальные, с порой.

## Экология и распространение
Опёнок летний растёт густыми колониями на гнилой древесине или на повреждённых живых деревьях. Предпочитает лиственные породы, в горах встречается на елях. Широко распространён в лиственных и смешанных лесах северного умеренного климата, в засушливых районах встречается реже.
Сезон с апреля по ноябрь, в мягком климате может встречаться почти круглый год.

## Сходные виды
Опёнок летний можно спутать с опасным ядовитым грибом галериной окаймлённой (Galerina marginata). Галерины отличаются несколько меньшими размерами и не чешуйчатой, а волокнистой поверхностью нижней части ножки.
Несъедобные или слабо ядовитые ложные опята рода Гифолома (Hypholoma) не имеют кольца на ножке.

## Пищевые качества
Съедобный гриб. Употребляется в пищу чаще всего в жареном и варёном виде. Во многих странах выращивается в промышленном масштабе.